# Deni Nakaev

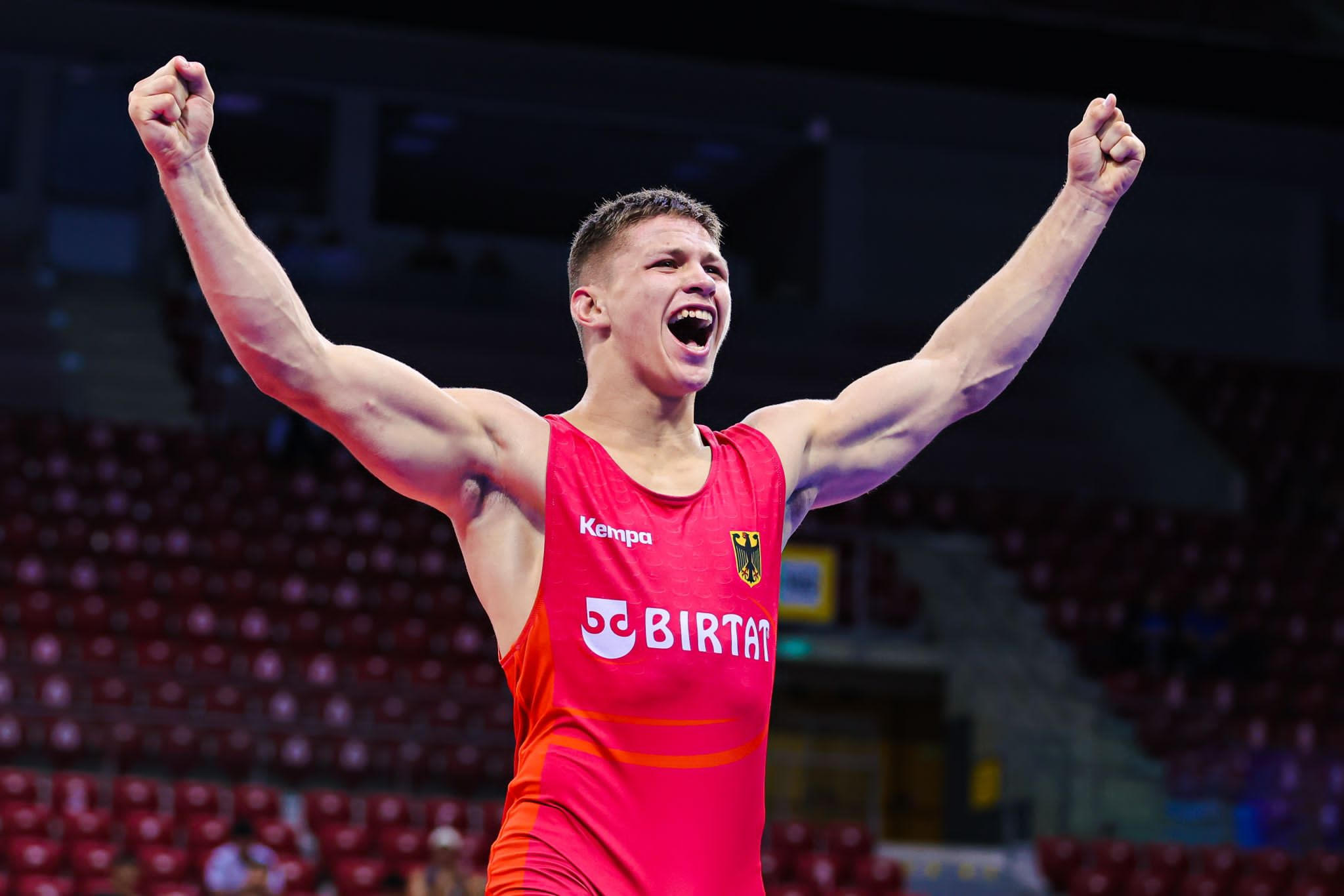
Deni Nakaev gewinnt Gold bei der Weltmeisterschaft

Deni Nakaev (* 21. Juli 2002 in Krefeld) ist ein deutscher Ringer im griechisch-römischen Stil. Er gewann im Juni 2022 die Bronzemedaille bei den U20-Europameisterschaften in Rom und erkämpfte sich im August 2022 den U20-Weltmeistertitel in Sofia. Dies tat er jeweils in der U20-Altersklasse und der Gewichtsklasse bis 77 kg.

## Werdegang
Bereits im frühen Alter fand Deni Nakaev Interesse am Kampfsport. Seine ersten Berührungspunkte hatte er mit Judo. Nach einer gewissen Zeit fand sein Vater heraus, dass es in Krefeld auch einen Ringerverein gibt, den KSV Germania Krefeld. Ringen ist Nationalsport in Tschetschenien, wo die Familie Nakaev herkommt. Ohne lang zu überlegen, schickte er seinen Sohn dann auf die Ringermatte, woran Deni mehr Interesse fand.
Sein erstes Turnier bestritt Deni am 26. Juni 2011 in Duisdorf und belegte den 5. Platz. Danach nahm alles seinen Lauf.
Nach einigen Turnieren traf er dann auf seinen heutigen Trainier, Oleg Dubov. Dubov ist ein Trainer vom KSK Konkordia Neuss 1924. Deni probierte sich zwei Mal an dem Training in Neuss, ehe er entschied, dass er nach Neuss wechseln möchte. Seitdem ist er fester Bestandteil des Teams und kämpft seit 2016 für die Mannschaft. Die Saison 2023 geht Nakaev mit Neuss das erste Mal in der Ringer-Bundesliga an den Start, nachdem sie sich die letzten Jahre von der Oberliga hochkämpften.
2015, 2016, 2017, 2018, 2021 und 2022 nahm Deni an den Deutschen Meisterschaften teil und feierte diese jedes Mal mit dem Titel des Deutschen Meisters.
Nach der Deutschen Meisterschaft 2017 wurde er in die Jugendnationalmannschaft aufgenommen. Im selben Jahr schenkte ihm sein Bundestrainer Maik Bullmann das Vertrauen und schickte ihn auf seine erste Europameisterschaft welche in Bosnien und Herzegowina stattfand. Hier schied Nakaev schon in der Vorrunde aus.
Nach einem weiteren Misserfolg auf der EM 2018 in Nordmazedonien, gewann Deni Juli 2019 die Silbermedaille in Baku bei den EYOFs in der Gewichtsklasse bis 65 kg.
Im Juni 2021 ging Deni für Deutschland bei der heimischen Europameisterschaft in Dortmund, in der Gewichtsklasse bis 77 kg, an den Start. Dort setzte er sich gegen Emanuel Djok (CRO) und Rrahman Korbi (ALB) durch und musste sich dann gegen seinen türkischen Kontrahenten Yuksel Saricicek im Viertelfinale geschlagen geben. Am Ende war es dann der 7. Platz.
Im Juni 2022 nahm Deni bei der Europameisterschaft in Rom bis 77 kg teil. Dort besiegte er in der Vorrunde Michal Zelenka (CZE) und Andreas Vasilakopoulos (GRE), ehe er sich im Halbfinale gegen Tornike Mikeladze (GEO) geschlagen geben musste. Im Kampf um Platz 3 setzte er sich er dann gegen Ibrahim Tabaev (BEL) durch und gewann damit die Bronzemedaille.
Nach zwei Monaten stand die Weltmeisterschaft in Sofia an. Überlegen besiegte er dort Michal Zelenka (CZE), Simon Christer Borkenhagen (SWE) und Guilherme Barros De Arruda Porto (BRA). Im Halbfinale ging es dann gegen den amtierenden Asienmeister Samandar Bobonazarov (UZB) entgegen. Nach einem 0:4-Rückstand gewann er den Kampf jedoch mit 9:4 Punkten und zog damit ins Finale. Sein Gegner dort hieß Yuksel Saricicek. Noch im Jahr davor hat er gegen ihn auf der Europameisterschaft mit 6:2 Punkten verloren. Auch dieser Kampf begann für Nakaev mit einem 0:4-Rückstand, aber auch diesen konnte er dann aufholen und setzte sich dann mit 7:4 Punkten durch und gewann damit den Weltmeistertitel!

## Deutsche Meisterschaften
| Jahr | Altersklasse | Gewichtsklasse | Platz |
| ---- | ------------ | -------------- | ----- |
| 2024 | Senioren     | 82 kg          | 1.    |
| 2023 | Senioren     | 82 kg          | 5.    |
| 2022 | Junioren     | 77 kg          | 1.    |
| 2021 | Junioren     | 77 kg          | 1.    |
| 2018 | A-Jugend     | 60 kg          | 1.    |
| 2017 | A-Jugend     | 54 kg          | 1.    |
| 2016 | B-Jugend     | 46 kg          | 1.    |
| 2015 | B-Jugend     | 42 kg          | 1.    |

## Europameisterschaften
| Jahr | Altersklasse | Gewichtsklasse | Platz |
| ---- | ------------ | -------------- | ----- |
| 2024 | U-23         | 82 kg          | 3.    |
| 2023 | U-23         | 77 kg          | 3.    |
| 2022 | Junioren     | 77 kg          | 3.    |
| 2022 | U-23         | 77 kg          | 7.    |
| 2021 | Junioren     | 77 kg          | 7.    |
| 2018 | A-Jugend     | 60 kg          | 9.    |
| 2017 | A-Jugend     | 54 kg          | 18.   |

## Weltmeisterschaften
| Jahr | Altersklasse | Gewichtsklasse | Platz |
| ---- | ------------ | -------------- | ----- |
| 2024 | U-23         | 82 kg          | 3     |
| 2023 | U-23         | 77 kg          | 19    |
| 2022 | Junioren     | 77 kg          | 1.    |